# Reinaldo Navia
Reinaldo Marcelino Navia Amador (ur. 10 maja 1978 w Quilpué) – były chilijski piłkarz grający na pozycji napastnika. Nosi przydomek El Choro.

## Kariera klubowa
Navia jest wychowankiem klubu Santiago Wanderers. W 1996 roku zadebiutował w jego barwach w lidze chilijskiej. Jednak przez kolejne dwa sezony pomagał zespołowi w uniknięciu spadku, aż w 1998 roku Wanderers przeżyli gorycz degradacji. W 2000 roku Navia ponownie występował ze swoim klubem w ekstraklasie. Przez 5 lat rozegrał dla niego 96 spotkań i zdobył 42 bramki.
Zimą 2001 Navia wyjechał do Meksyku. Został tam piłkarzem zespołu Tecos UAG Guadalajara. Występował tam przez 2 lata nie osiągając większych sukcesów, ale był najlepszym strzelcem zespołu i zdobył dla niego 31 bramek. W 2003 roku przeszedł do Monarcas Morelia, w którym w fazie Clausura 2003 i Apertura 2003 wykazał się wysoką skutecznością zdobywając aż 26 goli. Przed fazą Clausura 2004 Navia ponownie zmienił barwy klubowe i został piłkarzem stołecznej Amériki. W 2005 roku osiągnął z nią swój pierwszy sukces na meksykańskich boiskach, jakim było mistrzostwo fazy Clausura. Jednak pobyt w Américe był mniej udany z powodu kontuzji. W fazie Clausura 2006 Navia występował w CF Monterrey, dla którego zdobył tylko 3 gole. Po sezonie przeniósł się do Club San Luis. Po strzeleniu 6 goli w Apertura 2006 Reinaldo przeszedł do Atlasu Guadalajara, dla której uzyskał 3 bramki. Następnie został graczem Racing Club de Avellaneda, po czym trafił do LDU Quito.

## Kariera reprezentacyjna
W reprezentacji Chile Navia zadebiutował 17 lutego 1999 roku w zremisowanym 1:1 towarzyskim meczu z Gwatemalą. W 2000 roku wystąpił z olimpijską reprezentacją na Igrzyskach Olimpijskich w Sydney. Był tam podstawowym zawodnikiem i stworzył atak z Ivanem Zamorano. Zdobył tam 4 gole (z Marokiem, dwa z Hiszpanią i jednego w ćwierćfinale z Nigerią). Z Igrzysk przywiózł brązowy medal.
W 2001 roku Navia został powołany do kadry na Copa América 2001. Chile odpadło w ćwierćfinale, a Reinaldo zdobył jednego gola w wygranym 4:1 grupowym spotkaniu z Ekwadorem. W 2007 zaliczył swój drugi występ w turnieju o mistrzostwo Ameryki Południowej – Copa América 2007. Chile odpadło w ćwierćfinale po porażce 1:6 z Brazylią. Występowi w tym turnieju towarzyszył jednak skandal obyczajowy, w którym zamieszanych był m.in. Navia. Wszyscy zawodnicy biorący w tym udział zostali zdyskwalifikowani przez Chilijski Związek Piłki Nożnej na 20 meczów drużyny narodowej.